# Donja Trepča (Czarnogóra)
Donja Trepča (cyr. Доња Трепча) – wieś w Czarnogórze, w gminie Nikšić. W 2011 roku liczyła 42 mieszkańców.